# إبراهيم نجم
إبراهيم رامز نجم (1895 - ؟؟) هو مؤلف ومحامٍ فلسطيني، ولد في مدينه القدس وأنهى دراسته الإبتدائية فيها، ثم التحق بالمدرسة الحربية في إسطنبول وخدم في الجيش العثماني في الحرب العالمية الأولى.عاد إلى القدس بعد وقوع الإنتداب البريطاني على فلسطين والتحق بكلية الحقوق في القدس، مارس مهنة المحاماة في يافا طوال فترة الإستعمار البريطاني.
يعد إبراهيم نجم واحداً من أبرز رواد الحركة الثقافية في فلسطين، حيث كان من مؤسسي الجمعية الإسلامية المسيحية، وعضواً في لجنة صندوق الأمة في يافا، كما ساهم في تأسيس النادي الرياضي الإسلامي وجمعية الشبان المسلمين في يافا.
ألف كتاب «جهاد فلسطين العربية» بالإشتراك مع أمين عقل وعمر أبو النصر، ويُعد «أول كتاب موثق بالعربية عن الأعوام الأولى من الانتداب البريطاني على فلسطين، والتي توطدت فيها بنية "الوطن القومي اليهودي" التحتية بحماية الحراب البريطانية، وعن المقاومة الفلسطينية لهذه السياسة التي تجلت في اندلاع الثورة الفلسطينية الكبرى (1936-1939)».